# کیلر ماث
کیلر ماث (به انگلیسی: Killer Moth) با نام اصلی دروری واکر، یک شخصیت خیالی ابرشرور در کتاب‌های کامیک آمریکایی منتشر شده توسط دی‌سی کامیکس است که عموماً به عنوان دشمن شخصیت ابرقهرمان بتمن محسوب می‌شود. این شخصیت توسط بیل فینگر، دیک اسپرنگ و لوئیز شوارتز خلق شده‌است؛ که برای اولین بار در شمارهٔ ۶۳ از مجموعه کمیک بتمن (فوریه ۱۹۵۱) حضور پیدا کرد. کیلر ماث اغلب به عنوان یک شخصیت شرور شوخ‌طبع به تصویر کشیده می‌شود اما در چندین مورد تهدیدی جدی برای بتمن به‌شمار رفته است.